# Jean-Pierre Basterrêche
 (décembre 2023).
Pour les articles homonymes, voir Basterrêche.
Jean-Pierre Basterrêche est un armateur, corsaire, entrepreneur et homme politique français né le 19 février 1762 à Bayonne (Pyrénées-Atlantiques) et décédé le 5 janvier 1827 au château de Biaudos (Landes).

## Biographie
Armateur à Bayonne, il a armé entre autres en 1798 le Hussard, une corvette de 250 tonneaux, équipé de 22 canons dont il confie le commandement à Marie-Étienne Peltier. Ce corsaire croise dans l'Atlantique-Sud et fait 5 prises dont la Carolina, un navire de commerce américain. Cette capture va entrainer la déclaration de la "Quasi-Guerre", par Burnel en Guyane. Pour se venger, les Américains vont coincer le Hussard au fond du port de Paramaribo (Surinam). Ils devront le céder aux Anglais qui bloquent le port et vont s'emparer de la colonie hollandaise le 20 août 1799.
La liste de tous ses bateaux armés pour la Course figurent dans l'ouvrage en 2 volumes, "les Corsaires" d'Édouard Ducéré, avec la taille du bateau, le nom du capitaine, le nombre des membres d'équipage, le nombre des canons et le sort de ces bateaux. 
Très populaire, il fut également conseiller général des Basses-Pyrénées et président du Tribunal de commerce en 1791, puis maire de Bayonne en 1793. 
Condamné à la guillotine en 1794, ainsi que son frère Pierre Léon, futur régent de la Banque de France à sa création en 1800, après être tous deux restés un an en prison à Tarbes, la chute de Robespierre lui sauva sa tête. Sa décapitation avait été annoncée la veille à Paris. Il revint à Bayonne sous les acclamations de la foule. 

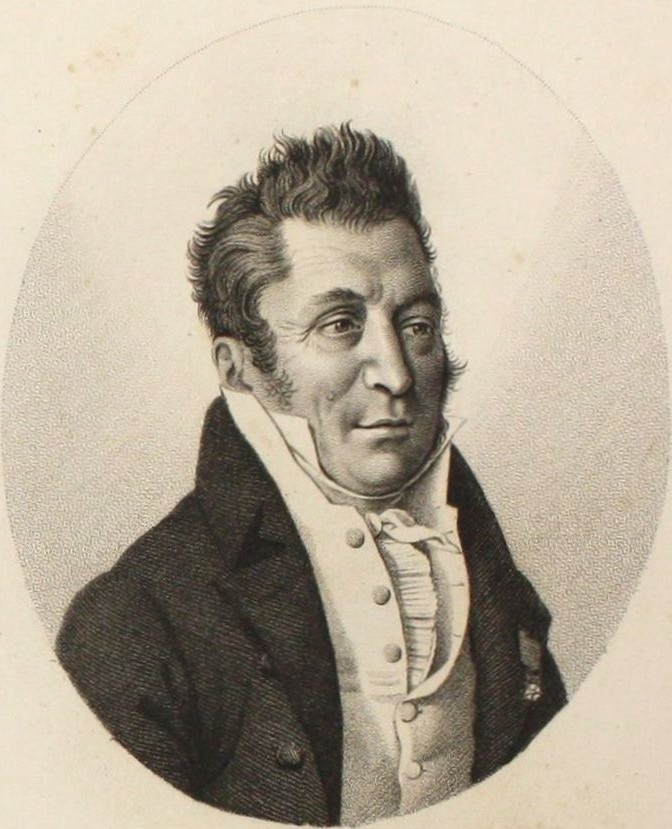
Jean-Pierre Basterrêche

Commissaire du directoire, député au corps législatif en 1800, député des Basses-Pyrénées pendant les Cent-Jours en 1815, puis de la chambre de 1815 à sa mort en 1827, siégeant dans l'opposition libérale à la Restauration.
Il fut nommé chevalier de la Légion d'honneur par Napoléon et officier par Charles X . 
Très entreprenant, il créa en 1819 avec quelques amis la première compagnie d'Assurance Générale contre l'Incendie et la Vie, en France (devenue AGF en 1968, puis Allianz en 2009) compagnie dont il assura la présidence jusqu'à sa mort, en 1827.
Son monument aux morts, offert par les ouvriers de son chantier naval, figure dans le Musée Basque à Bayonne.
Il était le beau-frère par alliance du célèbre général Lamarque, qui siégeait avec lui à la gauche de chambre avec les libéraux, et dont les funérailles furent prétexte à une émeute à Paris, matée par la troupe, qui fit 900 morts en 1832.